# 프랑수아 브라시
프랑수아 브라시(프랑스어: François Bracci, 1951년 10월 31일~2023년 12월 27일)는 프랑스의 전 축구 선수이자 감독이다. 그는 프랑스 국가대표팀 경기에 총 18번 출전했다. 그는 마르세유 시절(1971–1979)에 프랑스 선수단 일원으로 1978년 월드컵에 참가했다.